# 306 Dywizja Piechoty (III Rzesza)
306 Dywizja Piechoty (niem. 306. Infanterie-Division) – niemiecka dywizja z czasów II wojny światowej, uczestniczyła głównie w walkach na terytorium Związku Radzieckiego.
Sformowana w rejonie Hamm na mocy rozkazu z 15 listopada 1940, w 13. fali mobilizacyjnej w VI Okręgu Wojskowym. Od maja 1941 do grudnia 1942 stacjonowała na terytorium okupowanej Belgii. Po przerzuceniu do ZSRR uczestniczyła w odblokowaniu wojsk otoczonych pod Stalingradem. Brała udział m.in. w walkach nad Miusem w lipcu-sierpniu 1943. Pomimo wzmocnienia 306 DP resztkami z 328 DP została we wrześniu 1944 zniszczona przez Armię Czerwoną na terytorium Rumunii.

## Dowódcy dywizji
- gen. por. Hans von Sommerfeld 15 XI 1940 – 1 XI 1942;
- gen. Georg Pfeiffer 1 XI 1942 – 21 II 1943;
- gen. por. Theobald Lieb 21 II 1943 – 30 III 1943;
- gen. Karl-Erik Köhler 30 III 1943 – 1 I 1944;
- gen. mjr Karl Bär 1 I 1944 – 13 I 1944;
- gen. Karl-Erik Köhler 13 I 1944 –  VIII 1944.

## Struktura organizacyjna
- Skład w listopadzie 1940:

579., 580. i 581. pułk piechoty, 306. pułk artylerii, 306. batalion pionierów, 306. oddział przeciwpancerny, 306. oddział łączności;
- Skład w listopadzie 1943:

579., 580. i 581. pułk grenadierów, 306. pułk artylerii, 306. batalion pionierów, 306. batalion fizylierów, 306. oddział przeciwpancerny, 306. oddział łączności, 306. polowy batalion zapasowy.